# Filet (Frucht)
Als Fruchtfilet oder verkürzt Filet bezeichnet man zumeist bearbeitete, enthäutete und portionierte Teile einer Zitrusfrucht, wie sie für Speisen und Getränke verwendet werden. Auch werden Zuschnitte vom Fruchtfleisch exotischer Früchte wie Mango, Ananas und Papaya so genannt.
Für Fruchtfilets verwendet man meistens Zitrusfrüchte. Zur Vorbereitung entfernt man alle Schichten der Fruchtwand. Um neben der Exokarp und Mesokarp auch die dünnwandige Endokarp zu entfernen, werden die Früchte meist mit einem Messer geschält oder auch maschinell bearbeitet. Das nun zugängliche Fruchtfleisch ist durch stark zellulosehaltige Fruchthäute in Segmente unterteilt. Entlang der Fruchthäute löst man das Fruchtfleisch heraus und erhält so die Fruchtfilets.
Ziel dieser vorbereitenden und aufbereitenden Tätigkeit ist es, ungenießbare, schlecht verdauliche oder wenig aromatische Fruchtanteile von jenen Teilen zu trennen, welche als Fruchtfleisch in der Lebensmittelherstellung allgemein Verwendung finden. Gelegentlich werden die entfernten Anteile zur Herstellung von kandierten Früchten oder Gewinnung von Aromen und Aromaten verwendet.